# 双塔街道 (朝阳市)
南塔街道，是中华人民共和国辽宁省朝阳市双塔区下辖的一个乡镇级行政单位。

## 行政区划
南塔街道下辖以下地区：
南塔宝亨社区、商业路社区、金元社区、文化社区、双兴社区和银河社区。